# 氯三溴甲烷
氯三溴甲烷是一种有机化合物，化学式为CBr3Cl。它与烯烃反应，以溴和氯二溴甲基加成。

## 制备
氯三溴甲烷可由四氯化碳和三溴化铝回流反应得到，或通过氯代环己烷和四溴化碳在三溴化铁的催化下反应制得。
{\displaystyle {\ce {CCl4 + AlBr3 -> CBr3Cl + AlCl3}}}
{\displaystyle {\ce {CBr4 + C6H11Cl -> CBr3Cl + C6H11Br}}}
二溴甲醛肟和氯化汞水溶液反应，再和溴、乙酸钠反应，得到亚硝基氯二溴甲烷，再与溴回流反应，也能得到氯三溴甲烷。